# Toivo Hyytiäinen

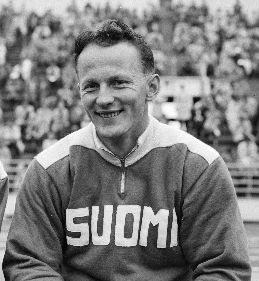
Toivo Hyytiäinen

Toivo Armas Hyytiäinen (Saarijärvi, 12 de novembro de 1925 – 21 de outubro de 1978) foi um atleta finlandês, especialista no lançamento de dardo.
Ele competiu por seu país nos Jogos Olímpicos de 1952, realizados em Helsinque, onde conquistou uma medalha de bronze na prova do lançamento de dardo.